# Die Hölle von Athabasca
Die Hölle von Athabasca ist ein Kriminalroman von Alistair MacLean, der in der Originalausgabe erstmals 1980 unter dem Titel Athabasca herauskam und von Hellmuth Lochner ins Deutsche übertragen wurde.

## Inhalt
Zwei der größten Ölfelder auf dem nordamerikanischen Kontinent, Athabasca in Kanada und Prudhoe Bay in Alaska erhalten eine Sabotageandrohung. Es wird die Firma Jim Brady Enterprises zur Unterstützung gerufen, die sich im Bereich der Sabotageabwehr einen Namen geschaffen hat. Deren Mitarbeiter Dermott und Mackenzie, selbst ehemalige Betriebsleiter im Bereich der Ölforderung, beginnen vor Ort mit ersten Ermittlungen. Die Mitarbeiter der Ölgesellschaften vor Ort sind zunächst nicht kooperativ, außerdem stellt sich heraus, dass die Ölförderanlagen kaum wirksam zu schützen sind. Schnell kommt es zum ersten Anschlag, der Sachschaden ist gering, aber es sind zwei Todesopfer zu beklagen. Das FBI wird eingeschaltet. Dann kommt die Forderung der Gangster: Eine Milliarde Dollar möchte man für den Verzicht auf weitere Anschläge. Die Mitarbeiter von Jim Brady kommen schließlich dahinter, dass diese Sabotageakte nur von Insidern in den Ölgesellschaften kommen können.

## Ausgabe
Das Buch ist im Heyne Verlag unter der ISBN 3-453-01659-9 als Taschenbuch erhältlich.